# گلدان هلندی
گلدان هلندی یا سطل گل هلندی (به انگلیسی: Dutch flower bucket) یک سطل از جنس پلاستیک است که معمولاً در صنعت گل اروپا برای حمل و نقل گلها استفاده می‌شود و در طول راه آنها را سیراب می‌کند.

## طراحی و تولید
این گلدان توسط شرکت رویال فلورا هلند Royal FloraHolland است که یک شرکت خوشه‌ای در صنعت گل هلند است طراحی و ثبت شده‌است.

## جنس و نوع
این نوع گلدان ساخته شده از پلاستیک سخت است که درون هم فرومی‌رود که در سه اندازه تولید می‌شود.

## حمل و نقل
تمام گلهای صادر شده توسط کامیون از هلند به سمت کشورهای قاره اروپا و انگلستان از طریق گلدانهای هلندی که در چرخ دستی‌ها قرار گرفته‌اند به مشتریان تحویل داده می‌شود. این گلدان‌ها پس از اتمام گل‌ها جمع‌آوری شده و توسط کامیون بعدی مجدداً به هلند بازگردانده می‌شوند.

## واحد
برخلاف سایر وسایل حمل و نقل، مانند پالت یا کانتینر، گلدان هلندی یک واحد اندازه‌گیری محسوب نمی‌شود و گل‌ها بر اساس مقادیر سطل تحویل شده فروخته نمی‌شوند.

## شبکه
شبکه گل فروشی‌های اروپایی دارای یک سیستم حمل و نقل کانتینری مشترک برای حمل گلدانهای هلندی استفاده می‌کنند که از اوایل دهه ۲۰۰۰ میلادی یک " استاندارد " به حساب می‌آید.